# Predenca
Predenca este o localitate din comuna Šmarje pri Jelšah, Slovenia, cu o populație de 144 de locuitori.